# Aula

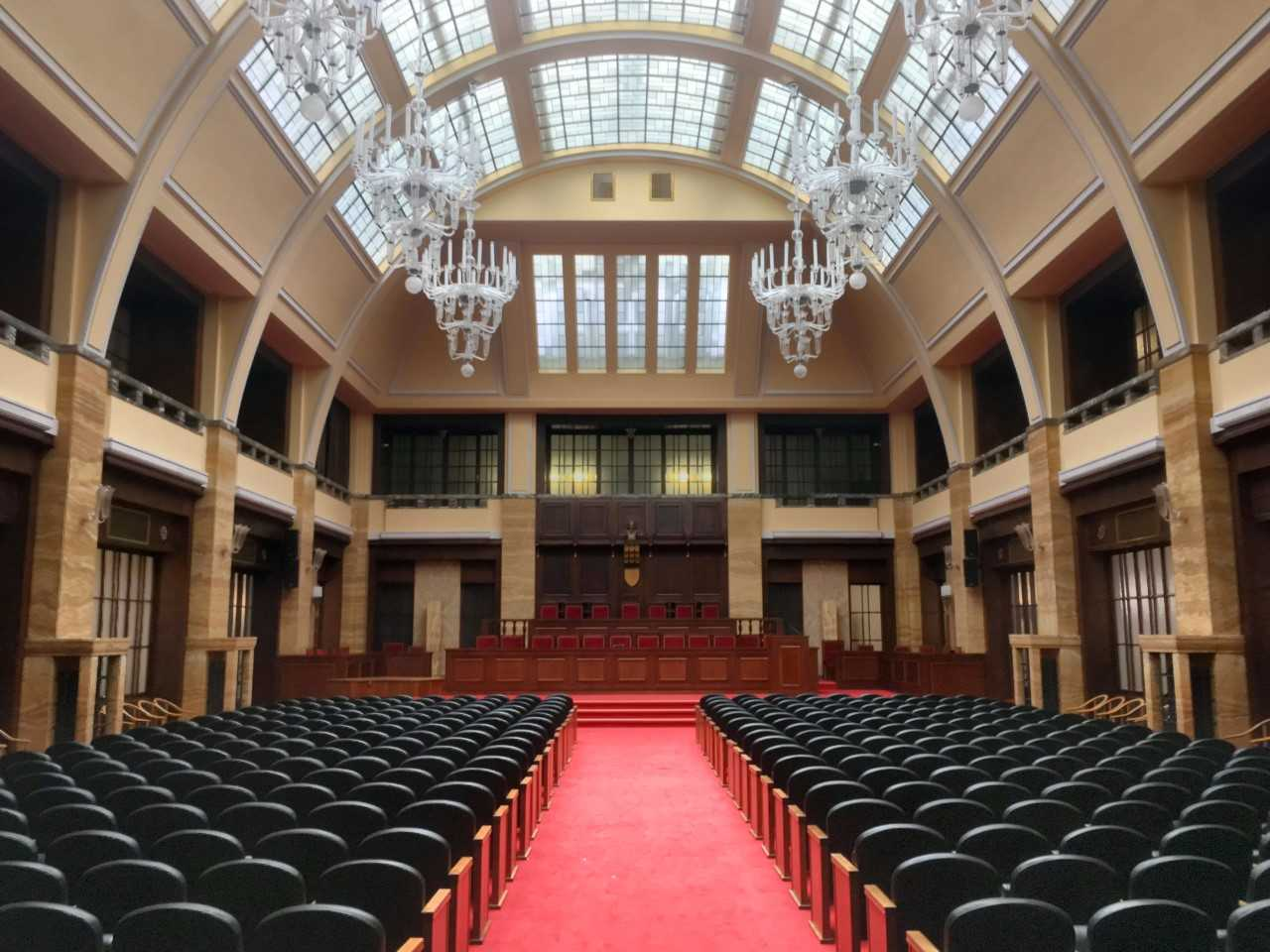
Aula Univerzity Komenského

Aula (lat., z řec. αυλή) je větší síň určená pro slavnostní shromáždění, zejména v případě vysokých škol, kde se odehrávají např. promoce absolventů. Naproti tomu auditorium je obvykle posluchárna či přednáškový sál.
Původně byla aula vnitřní nádvoří domů ve starověkém Řecku, v němž stál Diův oltář jako ochránce domu, v lepších domech byl tento dvůr ze tří stran obklopen sloupořadím a tvořil střed domu. Později se tak nazývala střední chrámová loď u starokřesťanských bazilik, v níž se shromažďovali věřící. Ve starověkém Římě se toto označení přeneslo na císařský dvůr a když vznikly univerzity, byla tak pojmenována slavnostní síň, v níž se odehrávaly schůze profesorů a studentů.